# Cresa
Cresa (en griego, Κρῆσσα) es una antigua ciudad griega del Quersoneso tracio.
Es citada en el Periplo de Pseudo-Escílax, en el segundo lugar de una sucesión de ciudades del Quersoneso tracio formada por Egospótamos, Cresa, Critote y Pactia.
Es posible que sea la misma ciudad que Plinio el Viejo llama Cisa y sitúa en la Propóntide, pero tal identificación no es segura.